# NGC 3724
NGC 3724 este o infrared source⁠(d) situată în constelația Cupa. A fost descoperită în 1880 de către Francis Leavenworth.